# CLEO
Pour les articles homonymes, voir Cléo (homonymie).
CLEO - Cisco router in Low Earth Orbit est un routeur Internet développé par Cisco Systems, intégré au satellite UK-DMC de la Disaster Monitoring Constellation, construit par Surrey Satellite Technology Ltd (SSTL) en tant que charge utile hébergée expérimentale secondaire. Il a été lancé dans l’espace avec ce satellite et d’autres satellites compagnons à bord d’une fusée Kosmos-3M depuis le cosmodrome de Plessetsk le 27 septembre 2003.
CLEO et le satellite UK-DMC ont été testés pendant cinq ans afin de démontrer la faisabilité d’étendre l’Internet à l’orbite, en utilisant à la fois le protocole Internet (IP) et Mobile IP. CLEO a été configuré par le Glenn Research Center de la NASA pour être utilisé avec le logiciel Virtual Mission Operations Center (VMOC) de General Dynamics, dans le cadre d’un exercice d’interconnexion à grande échelle réalisé depuis la base aérienne de Vandenberg en juin 2004,.
Le 29 mars 2007, CLEO a été configuré et testé pour l’utilisation d’IPsec et d’IPv6, marquant ainsi la première utilisation d’IPv6 à bord d’un satellite en orbite,,.
L’utilisation de CLEO repose sur et valide l’approche de l’emploi du protocole Internet défendue par Keith Hogie de la NASA Goddard, et initialement démontrée dans le cadre de l’initiative Operating Missions as Nodes on the Internet (OMNI), à bord du satellite UoSAT-12 construit par SSTL,,.
CLEO a ensuite été suivi par le routeur IRIS à bord d’un satellite Intelsat en orbite géostationnaire.